# Trichromia quadricolor
Trichromia quadricolor är en fjärilsart som beskrevs av De Toulgoët 1982. Trichromia quadricolor ingår i släktet Trichromia och familjen björnspinnare. Inga underarter finns listade i Catalogue of Life.